# Шахмаран (серіал)
«Шахмаран» (тур. Şahmaran) — оригінальний турецький інтернет-серіал 2023 року від Netflix у жанрі пригоди, фентезі, драми, створений компанією Tims&B Productions. В головних ролях — Серенай Сарикая, Бурак Деніз, Мустафа Угурлу, Махір Гюнширай, Мерт Рамазан Демір.
Перший сезон вийшов 20 січня 2023 року.
Серіал має 1 сезон. Завершився 8-м епізодом, який вийшов у ефір 20 січня 2023 року.
Режисер серіалу — Умур Турагай, Бертан Башаран.
Сценарист серіалу — Пінар Булут.

## Сюжет
Шахсу їде на лекцію до Адани. Це чудова нагода зустрітися з дідом, якого вона ніколи не бачила. Але незабаром дівчина опиняється в центрі легенди.

## Актори та персонажі
| Актор               | Роль           |
| ------------------- | -------------- |
| Серенай Сарикая     | Шахсу          |
| Бурак Деніз         | Маран          |
| Мустафа Угурлу      | Давут          |
| Махір Гюнширай      | Урал           |
| Мерт Рамазан Демір  | Джихан         |
| Ебру Озкан          | Чавгес         |
| Хакан Карахан       | Лакму          |
| Еліф Нур Керкюк     | Медіна         |
| Мехмет Більге Аслан | Саліх          |
| Берфу Халісдемір    | Діба           |
| Нілай Ердонмез      | Харе           |
| Ніл Суде Альбайрак  | Байк           |
| Айше Лебріз Беркем  | Тутку          |
| Ече Ертез           | Ліліт          |
| Беран Сойсал        | Джамсап        |
| Альміна Ґюнайдін    | Шахсу (дитина) |
| Ознур Серчелер      | Гюль           |

## Сезони
| Сезон | Епізоди | Епізоди | Оригінальний показ | Оригінальний показ | Оригінальний показ |
| Сезон | Епізоди | Епізоди | Перший показ       | Останній показ     | Мережа             |
| ----- | ------- | ------- | ------------------ | ------------------ | ------------------ |
| 1     | 8       | 8       | 20 січня 2023      | 20 січня 2023      | Netflix            |
| 2     | —       | —       | Незабаром          | TBA                | Netflix            |

## Список серій

### Сезон 1 (2023)
| № | # | Назва                                                     | Режисер        | Сценарист   | Перший ефір у США |
| --- | - | --------------------------------------------------------- | -------------- | ----------- | ----------------- |
| 1 | 1 | «Біль світу» «Dünya Sancısı»                              | Умур Турагай   | Пінар Булут | 20 січня 2023     |
| Шахсу вимагає від дідуся відповісти за свої вчинки. Маран, який не вірить у пророцтво, зустрічає Шахсу та бачить перше знамення.                         |   |                                                           |                |             |                   |
| 2 | 2 | «Що говорить дощ» «Yağmurun Söyledikleri»                 | Умур Турагай   | Пінар Булут | 20 січня 2023     |
| Жителі Мару сприймають катастрофу в Анаварзі як знак майбутніх проблем. Шахсу нервує — їй здається, що за нею хтось стежить. Вона зближується з Мараном. |   |                                                           |                |             |                   |
| 3 | 3 | «Тендітна рівновага» «Kararsız Denge»                     | Умур Турагай   | Пінар Булут | 20 січня 2023     |
| Після моторошної зустрічі в школі Шахсу переконана, що в неї галюцинації. Удома вона дивиться на дідуся під іншим кутом.                                 |   |                                                           |                |             |                   |
| 4 | 4 | «Нестерпна легкість віри» «İnanmanın İnanılmaz Hafifliği» | Умур Турагай   | Пінар Булут | 20 січня 2023     |
| Шахсу вперше почувається на своєму місці. Маран рятує її від небезпеки, але вона усвідомлює, що він не розповідає їй усю правду.                         |   |                                                           |                |             |                   |
| 5 | 5 | «Майбутні зміни» «Gelecek Değişir»                        | Бертан Башаран | Пінар Булут | 20 січня 2023     |
| Маран приводить засмучену Шахсу у віддалений будинок, щоб поговорити відверто, але помічає, що за ними стежать.                                          |   |                                                           |                |             |                   |
| 6 | 6 | «Життєві клопоти» «Hayat Gürültüsü»                       | Бертан Башаран | Пінар Булут | 20 січня 2023     |
| Під впливом Арун Джихан стає загрозою для Шахсу. Маран переживає болісний етап. Нічна поїздка приймає зловісний оборот.                                  |   |                                                           |                |             |                   |
| 7 | 7 | «Повернення кохання» «Aşkın Tekerrürü»                    | Умур Турагай   | Пінар Булут | 20 січня 2023     |
| Стан здоров’я Давута погіршується, тож він вирішує відверто поговорити із Шахсу. Ситуація в Марі загострюється, але Урал дещо вигадує.                   |   |                                                           |                |             |                   |
| 8 | 8 | «Змія в мені» «İçimdeki Yılan»                            | Умур Турагай   | Пінар Булут | 20 січня 2023     |
| Шахсу вирішує довіритися Марану й прийняти кохання. Після останнього знамення Маран змушений показати справжнього себе. Для Шахсу вороття вже немає.     |   |                                                           |                |             |                   |

## Нагороди
| Рік  | Премія                       | Категорія                 | Номінант | Результат |
| ---- | ---------------------------- | ------------------------- | -------- | --------- |
| 2023 | 49. Премія «Золотий метелик» | Найкращий інтернет-серіал | Шахмаран | Номінація |